# Agrotis stabilita
Agrotis stabilita là một loài bướm đêm trong họ Noctuidae.